# Frederick Manners
Frederick „Freddie“ Manners ist ein britischer Mathematiker, der sich mit additiver Kombinatorik und dynamischen Systemen beschäftigt.

## Leben und Werk
Manners promovierte 2016 an der Universität Oxford bei Ben Green. Danach war er an der Stanford University, seit 2019 ist er an der University of California, San Diego Assistant Professor.
Er arbeitet über additive Kombinatorik, insbesondere über Pseudo-Zufälligkeit. In einer 2015 veröffentlichten Arbeit löste er das Pyjama-Problem, ob man das Streifenmuster aus unendlich langen Rechtecken der Breite {\displaystyle \epsilon }, jeweils zentriert in den ganzzahligen Punkte der x-Achse mit einer endlichen Zahl von Drehungen bereits die gesamte Ebene überdecken lassen kann. Die Lösung dieses elementargeometrischen Problems erforderte Methoden aus topologischer Dynamik und additiver Kombinatorik und insbesondere eine Variation von Furstenbergs x2x3-Theorem.
Zusammen mit Sean Eberhard und Ben Green löste er eine Fragestellung von Paul Erdös aus dem Jahr 1965 (2014 veröffentlicht in Annals of Mathematics). Sie zeigten, dass für jedes {\displaystyle \varepsilon >0} eine Menge {\displaystyle A} natürlicher Zahlen mit {\displaystyle n} Elementen existiert, so dass jede Teilmenge {\displaystyle A'\subseteq A} mit mindestens {\displaystyle {\tfrac {1}{3}}(n+\varepsilon )} Elementen drei paarweise verschiedene {\displaystyle x,y,z} enthält mit {\displaystyle x+y=z}. Dies ist insofern bemerkenswert, als dass dieses Ergebnis optimal, also die Aussage für {\displaystyle \varepsilon =0} falsch ist.

## Auszeichnungen
2024 erhielt er den renommierten EMS-Preis für „remarkable contributions to additive combinatorics and related areas, in particular to the foundations of higher-order Fourier analysis, as well as for miscellaneous other results such as the solution of the pyjama problem“ (bemerkenswerte Beiträge zur additiven Kombinatorik und verwandten Gebieten, insbesondere zu den Grundlagen der Fourier-Analyse höherer Ordnung, sowie für verschiedene andere Ergebnisse wie die Lösung des Pyjama-Problems).

## Schriften (Auswahl)
- mit S. Eberhard, B. Green: Sets of integers with no large sum-free subset. Ann. Math. (2) 180, No. 2, 621–652 (2014).
- A solution to the pyjama problem. Invent. Math. 202, No. 1, 239–270 (2015).